# Epiplema oxytypa
Epiplema oxytypa är en fjärilsart som beskrevs av Turner 1903. Epiplema oxytypa ingår i släktet Epiplema och familjen Uraniidae. Inga underarter finns listade i Catalogue of Life.